# Polycentropus itatiaia
Polycentropus itatiaia – gatunek chruścika z rodziny przyocznicowatych i podrodziny Polycentropodinae.
Gatunek ten opisany został po raz pierwszy w 2011 roku przez Stevena W. Hamiltona i Ralpha W. Holzenthala na łamach „ZooKeys”. Jako lokalizację typową wskazano dopływ Rio Taquaral w Parku Narodowym Itatiaia w brazylijskim stanie Rio de Janeiro.
Chruścik o ciemnobrązowym do czarnego ciele i odnóżach. Skrzydło przednie osiąga od 6 do 6,5 mm długości. Ubarwienie skrzydła jest czarne, bez łatek z jaśniejszych szczecinek. Odwłok samca ma prawie trójkątne w widoku bocznym, a widoku brzusznym lekko trapezowate z lekko wypukłymi bokami oraz słabo wklęśniętym brzegiem tylnym dziewiąte sternum. Dłuższa niż wysokość odwłoka, zakrzywiona w nasadowej połowie i dalej w miarę prosta przysadka pośrednia ma lekko rozszerzoną podstawę. Przysadka preanalna ma bardzo krótki i u szczytu nieco trójkątny wyrostek mezolateralny, u podstawy szeroko połączony z środkową częścią doogonowo-brzusznie skierowanego i palcowatego wyrostka mezowentralnego tejże przysadki. Przysadka dolna jest w widoku brzusznym okrągława i opatrzona zaostrzonym kolcem kaudalnomezalnym, a w widoku bocznym krótka, kwadratowa, o niskiej, prostej u góry flance grzbietowo-bocznej oraz szerokim, tępym i pośrodkowo umieszczonym kolcu mezowentralnym. Krótka fallobaza ma wąski wyrostek wierzchołkowo-brzuszny o jednym szczycie, wąski w widoku grzbietowym skleryt fallotremy oraz wąskie pasmo zesklerotyzowane endoteki. Y-kształtny skleryt subfalliczny ma szerokie wypustki boczne nóżki i długie ramiona.
Owad neotropikalny, endemiczny dla Brazylii.